# Die Stein
Die Stein è una serie televisiva tedesca prodotta da Novafilm  e trasmessa nel 2008 e nel 2011 sull'emittente ARD 1 (Das Erste). Protagonista della serie nel ruolo di Katja Stein, è l'attrice Julia Stemberger; altri interpreti principali sono Irm Hermann, David Bunners, Jochen Horst, Katja Studt, Annekathrin Bürger, Klaus Manchen, Petra Kleinert, Thomas Schendel e Annett Kruschke.
La serie si compone di 2 stagioni, per un totale di 26 episodi (13 per stagione): il primo episodio, intitolato Herz über Kopf, fu trasmesso in prima visione il 29 luglio 2008, mentre l'ultimo episodio, intitolato Ende gut…, fu trasmesso in prima visione il 13 dicembre 2011.

## Trama
Katja e Oliver Stein sono una coppia di giovani coniugi che vive in un hotel di loro proprietà nel Brandeburgo, dove Oliver lavora anche come cuoco. Ma proprio quando tutto sembra andare a gonfie vele (Katja ha appena ottenuto un lavoro come insegnante in una scuola), l'idillio finisce dopo che Katja sorprende il marito con un amante.
In seguito, Katja va a vivere con un nuovo compagno, Stefan Hagen, nella fattoria di quest'ultimo. La vita di Katja è però nuovamente sconvolto quando al nipote Clemens, figlio della sorella Karola, viene diagnosticata una malattia grave.

## Episodi
| Stagione         | Episodi | Prima TV Germania | Prima TV Italia |
| ---------------- | ------- | ----------------- | --------------- |
| Prima stagione   | 13      | 2008              | inedita         |
| Seconda stagione | 13      | 2011              | inedita         |

## Personaggi e interpreti
- Katja Stein, interpretata da Julia Stemberger (s. 1-2)[2][3]
- Stefan Hagen, interpretato da Jochen Horst (s. 1-2)[2][3] È il nuovo compagno di Katja, dopo la separazione dal marito.[1][3]
- Karola König, interpretata da Katja Studt (s. 1-2)[2][3]. È la sorella di Katja; lavora come insegnante nella stessa scuola di Katja.[1][3]
- Alexander Fumetti, interpretato da David Bunners (s. 1-2)[2][3]. È il preside della scuola dove lavorano Katja e Karola e avrà una relazione sentimentale con quest'ultima.[1][3]
- Sig.ra von Ryben, interpretata da Irm Hermann (s. 1-2)[2][3]
- Christa König, interpretata da Annekathrin Bürger (s. 1-2)[2][3]
- Ulrich König, interpretato da Klaus Manchen (s. 1-2)[2]
- Renée Reinhardt, interpretato da Petra Kleinert (s. 1-2)[2]
- Dott. Karl Kanther, interpretato da Thomas Schendel: (s. 1-2)[2]
- Marie Kanther, interpretato da Annett Kruschke (s. 1-2)[2]
- Johan Hofer, interpretato da Beat Marti (s. 2)[2]
- Victoria Treff, interpretata da Ivonne Schönherr
- Micha, interpretato da Robert Schupp
- Timo Kraft, interpretato da Aram Arami
- Gunnar Helmers, interpretato da Vito Hanne
- Mia Borowski, interpretata da Yona Mühr
- Nils Metzer, interpretato da Merlin Rose
- Svenja Sievers, interpretato da Géraldine Raths
- Janis Frühwald, interpretata da Sarah Alles
- Oliver Stein, interpretato da Konstantin Graudus[2]. È il marito di Katja.[1][3]